# Остелато
Остелато (итал. Ostellato) је насеље у Италији у округу Ферара, региону Емилија-Ромања.
Према процени из 2011. у насељу је живело 1833 становника. Насеље се налази на надморској висини од 1 м.

## Становништво
| 1931. | 1936. | 1951.  | 1961. | 1971. | 1981. | 1991. | 2001. | 2011. |
| ----- | ----- | ------ | ----- | ----- | ----- | ----- | ----- | ----- |
| 9.492 | 9.626 | 10.592 | 8.861 | 8.010 | 7.864 | 7.488 | 6.944 | 6.453 |